# 利尻空港

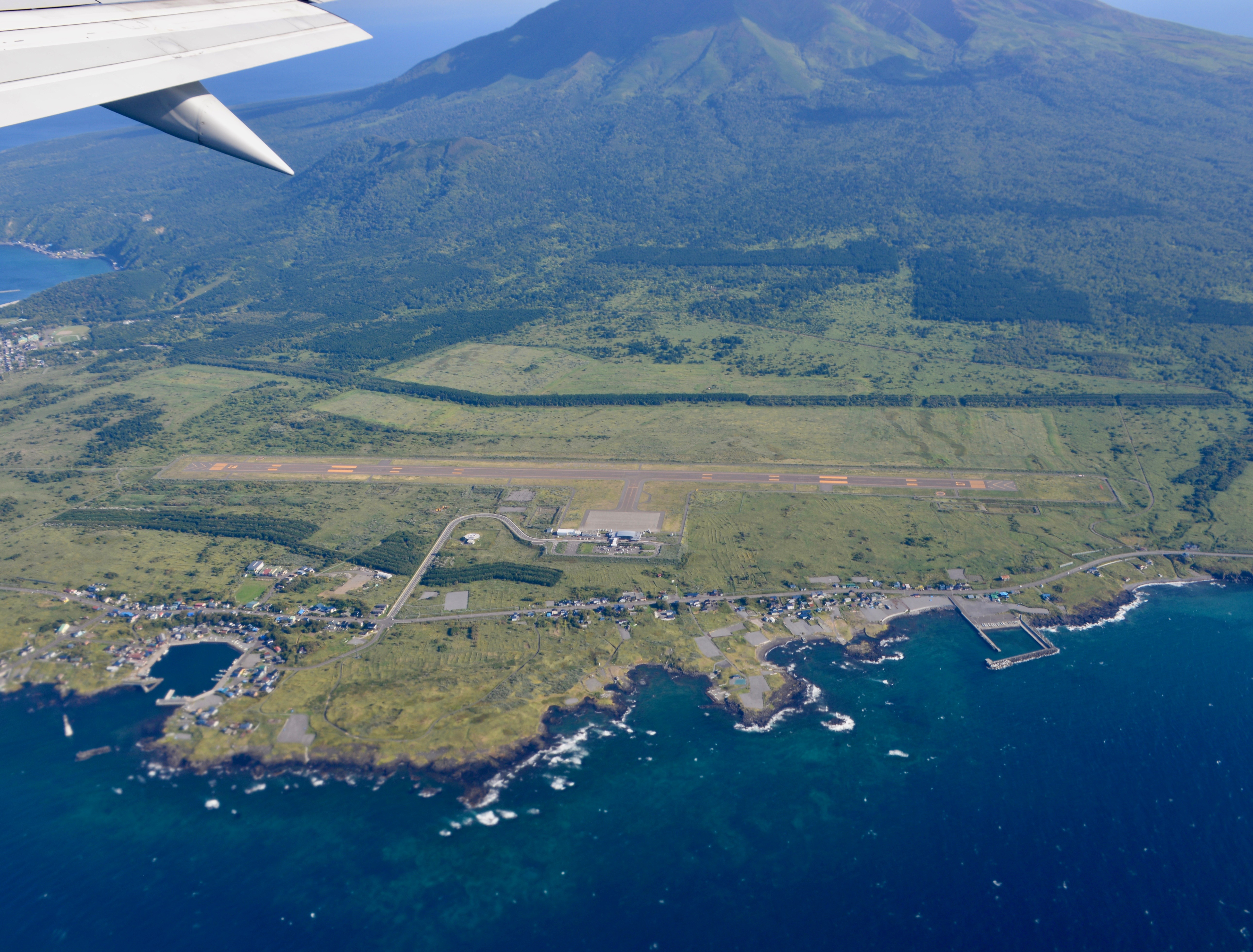
上空からの利尻空港

利尻空港（りしりくうこう、英: Rishiri Airport）は、北海道利尻郡利尻富士町（利尻島）にある地方管理空港 である。

## 概要
利尻空港は利尻島北端に位置する北海道内の最初の離島空港である。ジェット機の就航が可能であり、地域経済の活性化及び地域振興、島民の重要な生活基盤施設として期待されている。
滑走路は07/25方向に1,800mである。開港当初の滑走長は600mであったが、観光需要への対応と離島振興、離島交通の確保のため、順次延長され現在に至る。平行誘導路は無く、またターニングパッドも設置されていない。着陸帯の幅は150mと狭く、計器着陸には対応できない。ローカライザのみ滑走路25に設置されている。
年間利用客数は、国内37,366人（2013年度）。

## 沿革

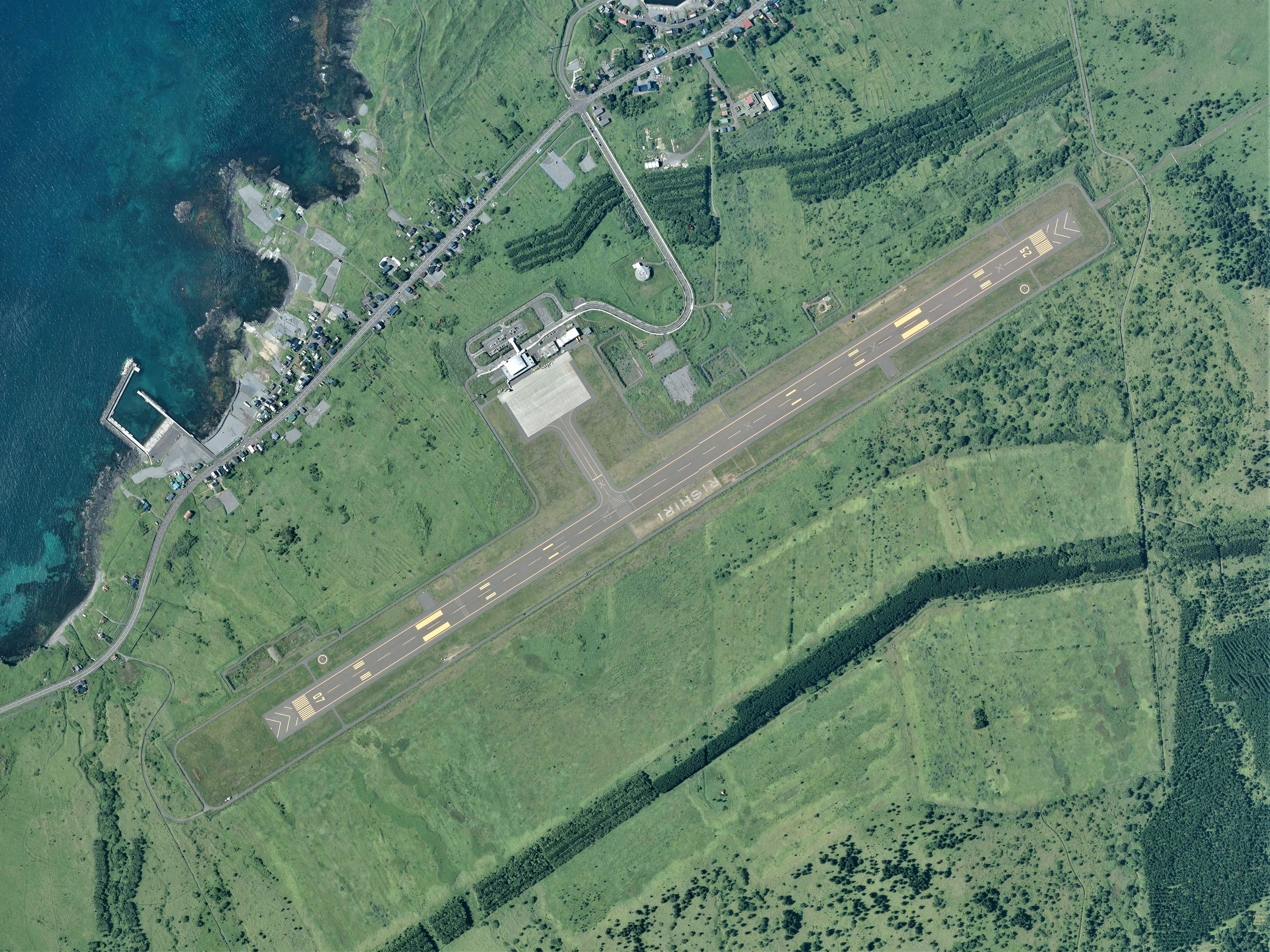
利尻空港付近の空中写真。
2017年７月26日撮影の3枚を合成作成。
。

- 1962年（昭和37年）8月10日開港（滑走路：600m、管理者：利尻富士町）[2]。稚内空港便を不定期運航で開設。
- 1974年（昭和49年） 800mに滑走路延長。日本近距離航空（後のエアーニッポン。現在は全日本空輸に吸収）が稚内空港便を通年運航開始。
- 1991年（平成3年） 北海道へ管理者変更。
- 1994年（平成6年） 稚内空港便の運航をエアーニッポンからエアー北海道に移管。
- 1999年（平成11年）6月1日 1,800mの新滑走路建設、ジェット化[3]。エアーニッポンが新千歳空港便を夏期季節運航で開設[4]。
- 2003年（平成15年）4月1日 稚内空港便廃止。新千歳空港便が通年運航になる[5]。
- 2011年（平成23年）10月1日 北海道エアシステムが丘珠空港便を開設[6]。新千歳空港便は通年運航を終了し、以降は夏期季節運航となる[7]。
- 2018年（平成30年）8月4日 天皇・皇后の利尻島行幸啓にあたり、ジェイエアが丘珠空港往復の特別機を運航[8]。

## 施設
空港ターミナルビルは滑走路北側に1棟で、地上2階建て。利尻礼文サロベツ国立公園地域の自然環境に調和させたデザインである。内部は国内線用の設備のみ持ち、国際線の設備は特に備えていない。また、ボーディングブリッジは設置されていない。
- 1階 - 航空会社カウンター、到着ロビー、出発ロビー、搭乗待合室
- 2階 - 送迎デッキ（無料）、展望ホール

## 定期路線
- 日本航空 (JAL)[9]
  - 丘珠空港
- 全日本空輸 (ANA)[10]
  - 新千歳空港（6月～9月のみ運航）

かつての定期就航路線
- 稚内空港

## アクセス
運行本数や運賃等の詳細は、該当項目や公式サイトにて最新情報を確認されたい。
- 宗谷バス
  - 沓形港 - 空港 - 鴛泊港 - 仙法志 - 沓形港

## その他
- 利尻VORDME/ILSが整備されているものの、2016年3月31日までの保守官所は稚内空港出張所、2016年4月1日以降の保守官所は新千歳空港システム運用管理センターである。

## ギャラリー

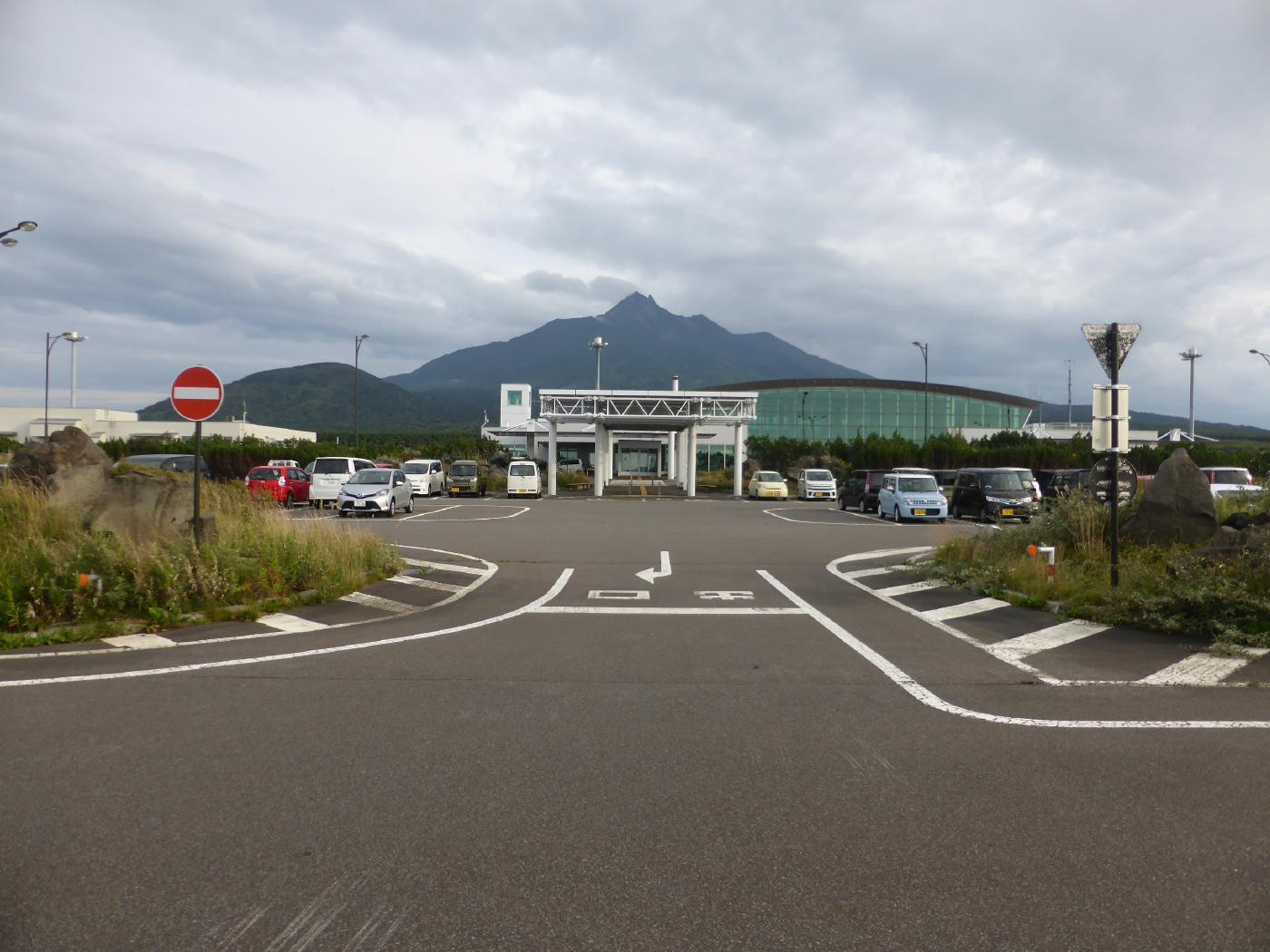
利尻空港と利尻山
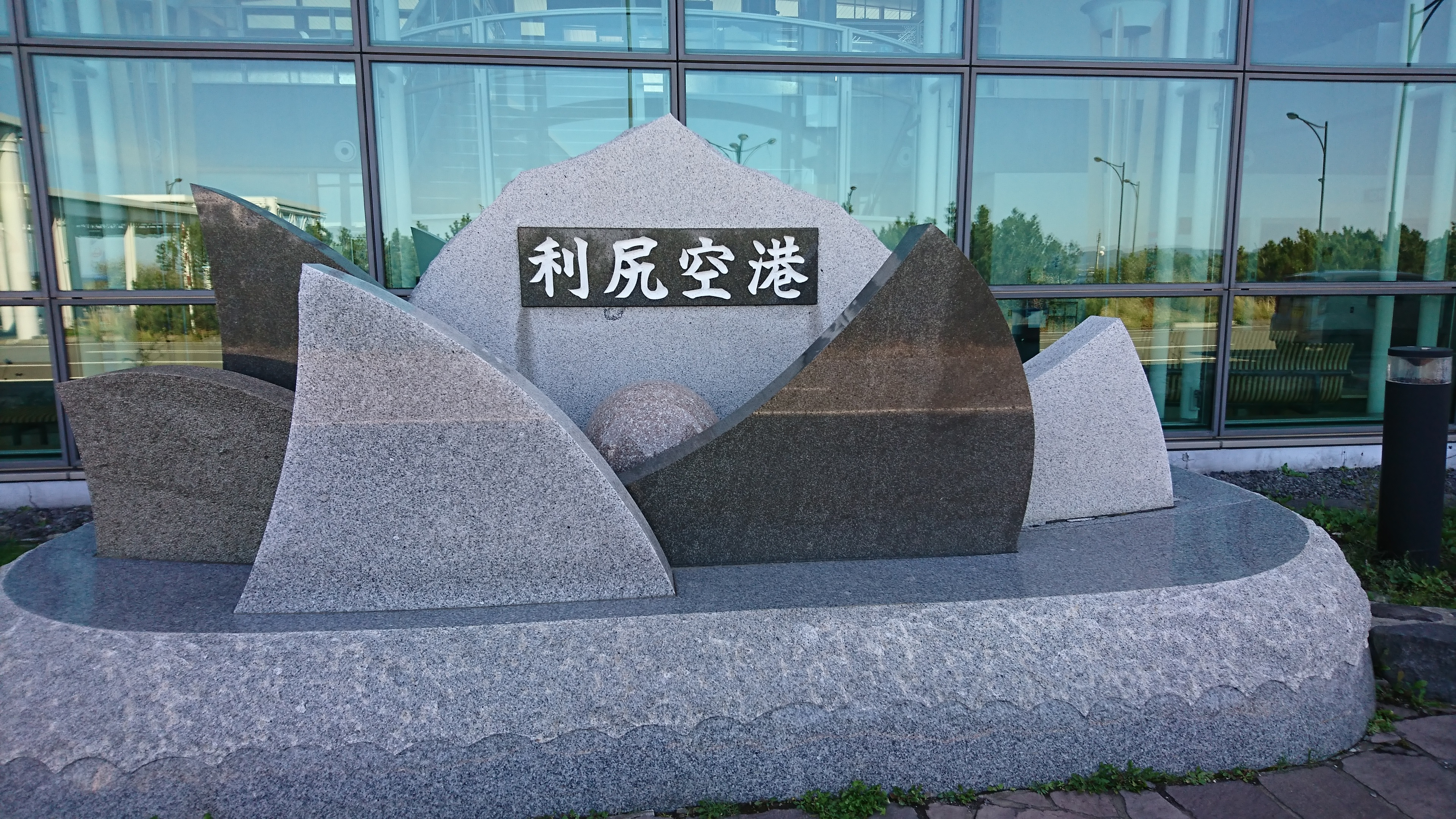
利尻空港の石碑
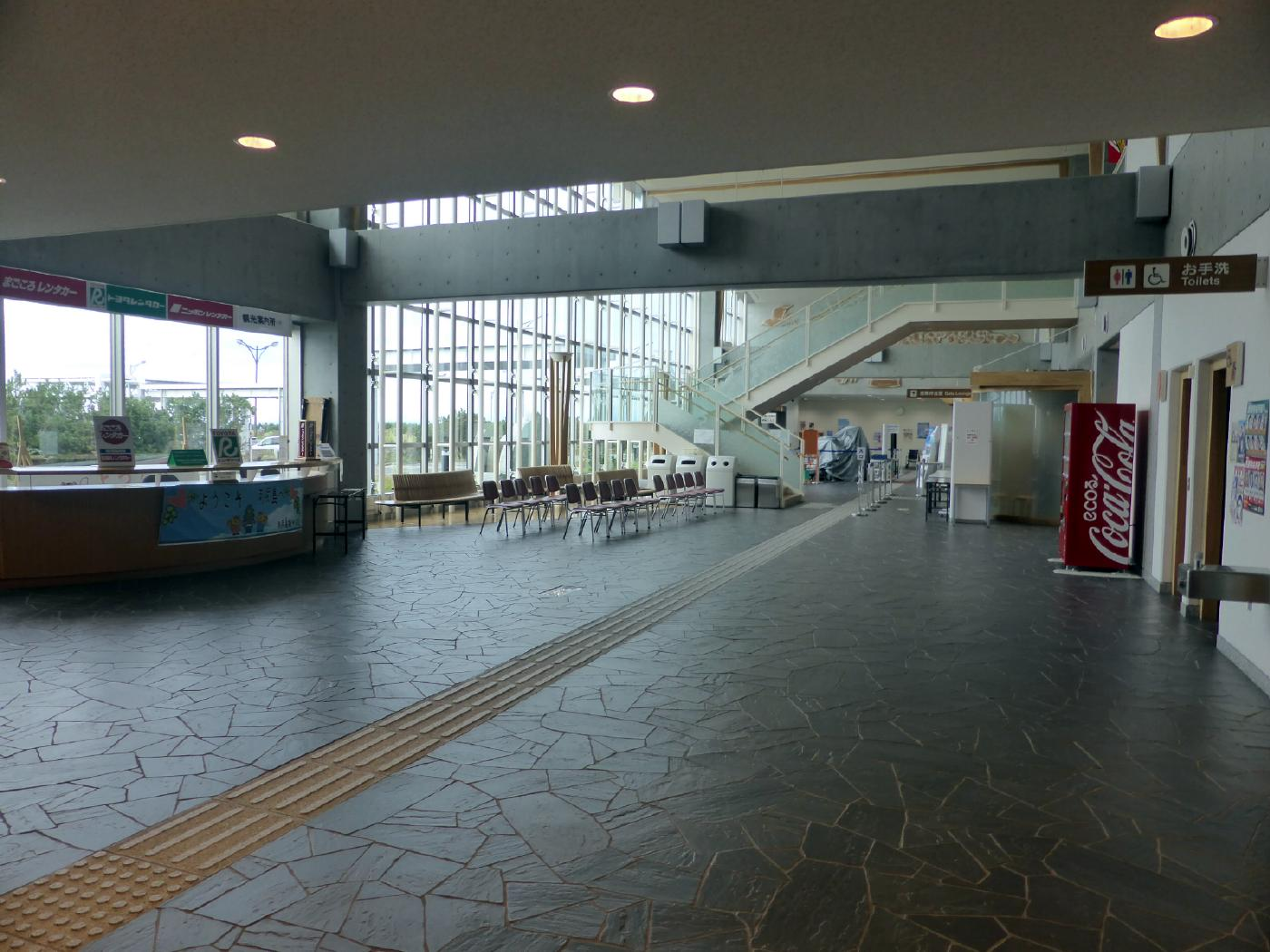
1F待合ロビーと観光案内所
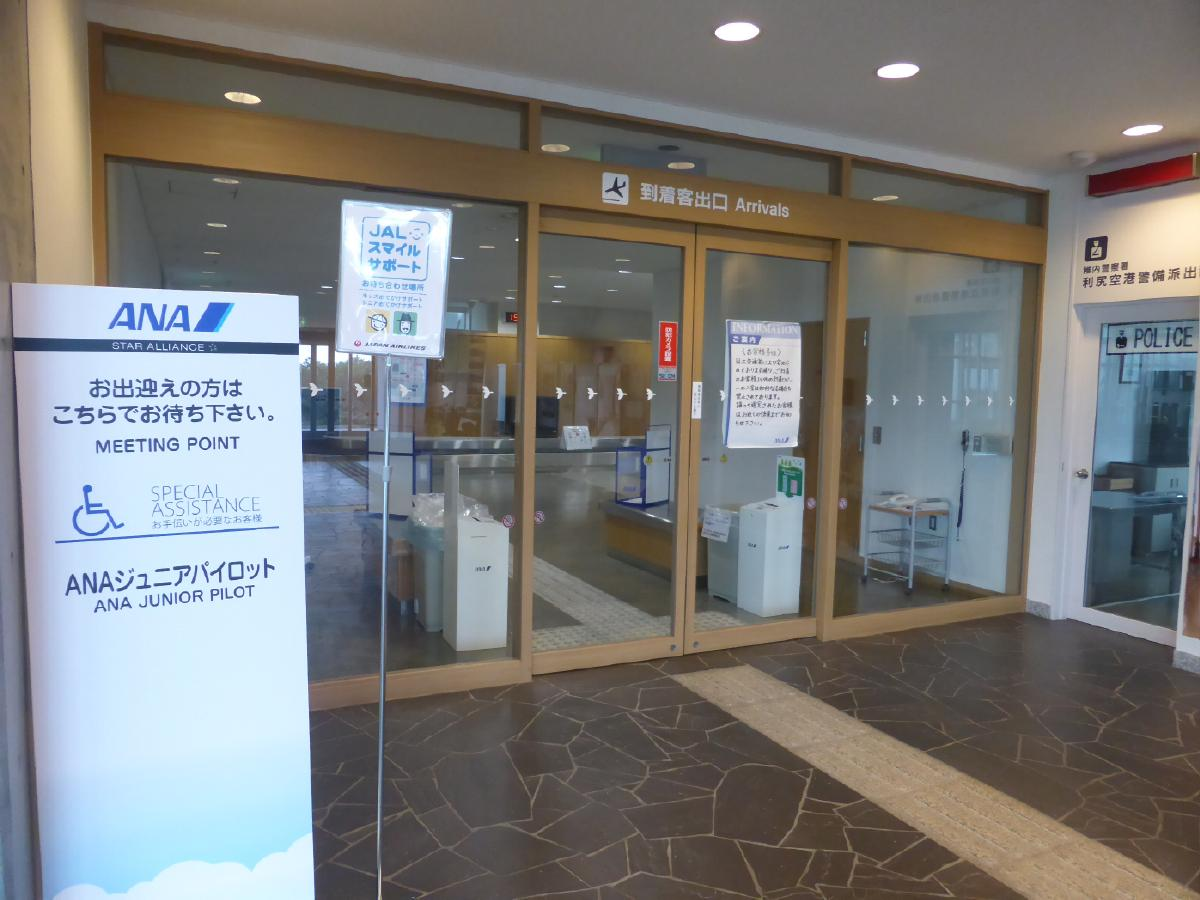
到着客出口
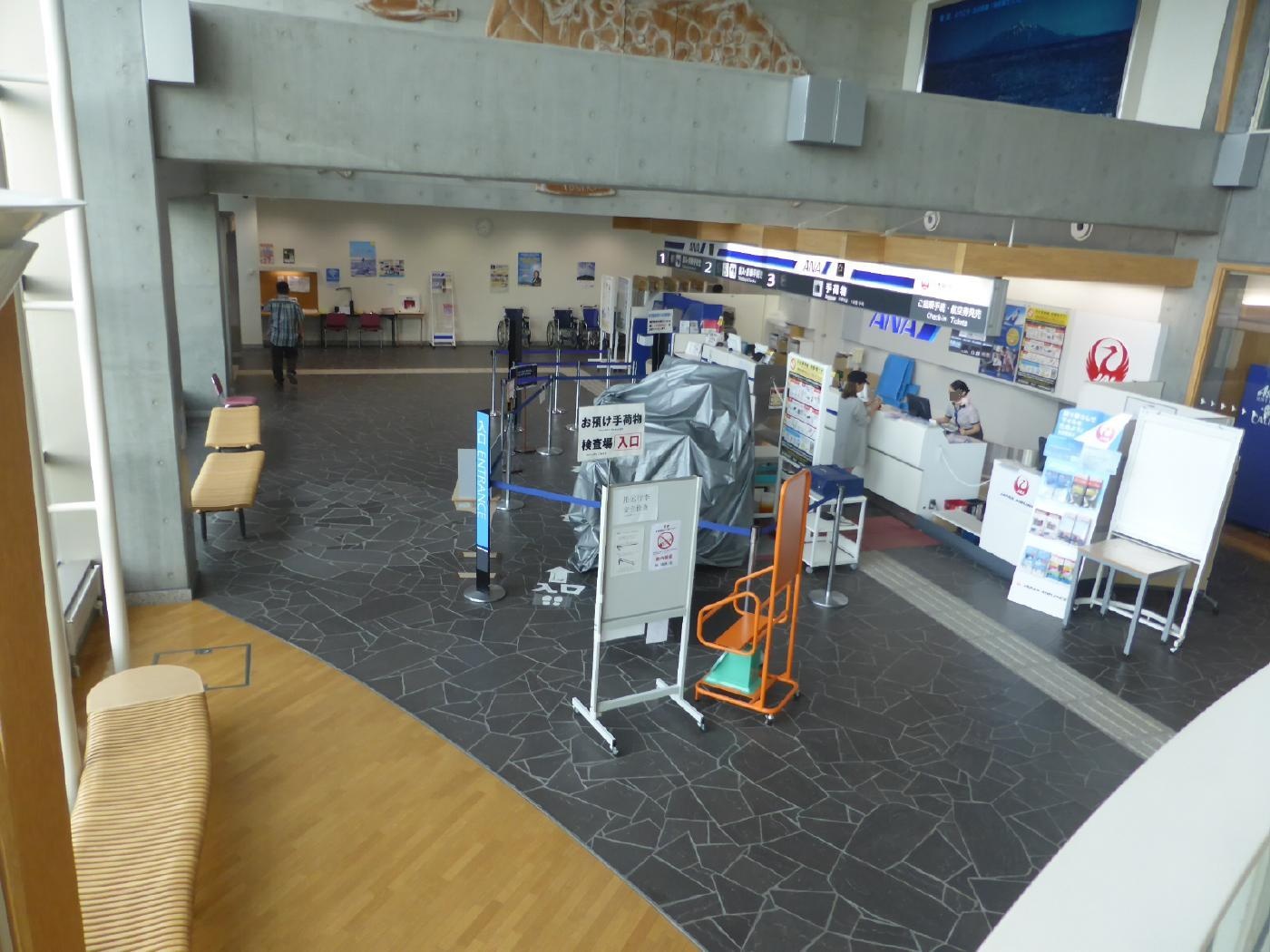
利尻空港チェックインカウンター
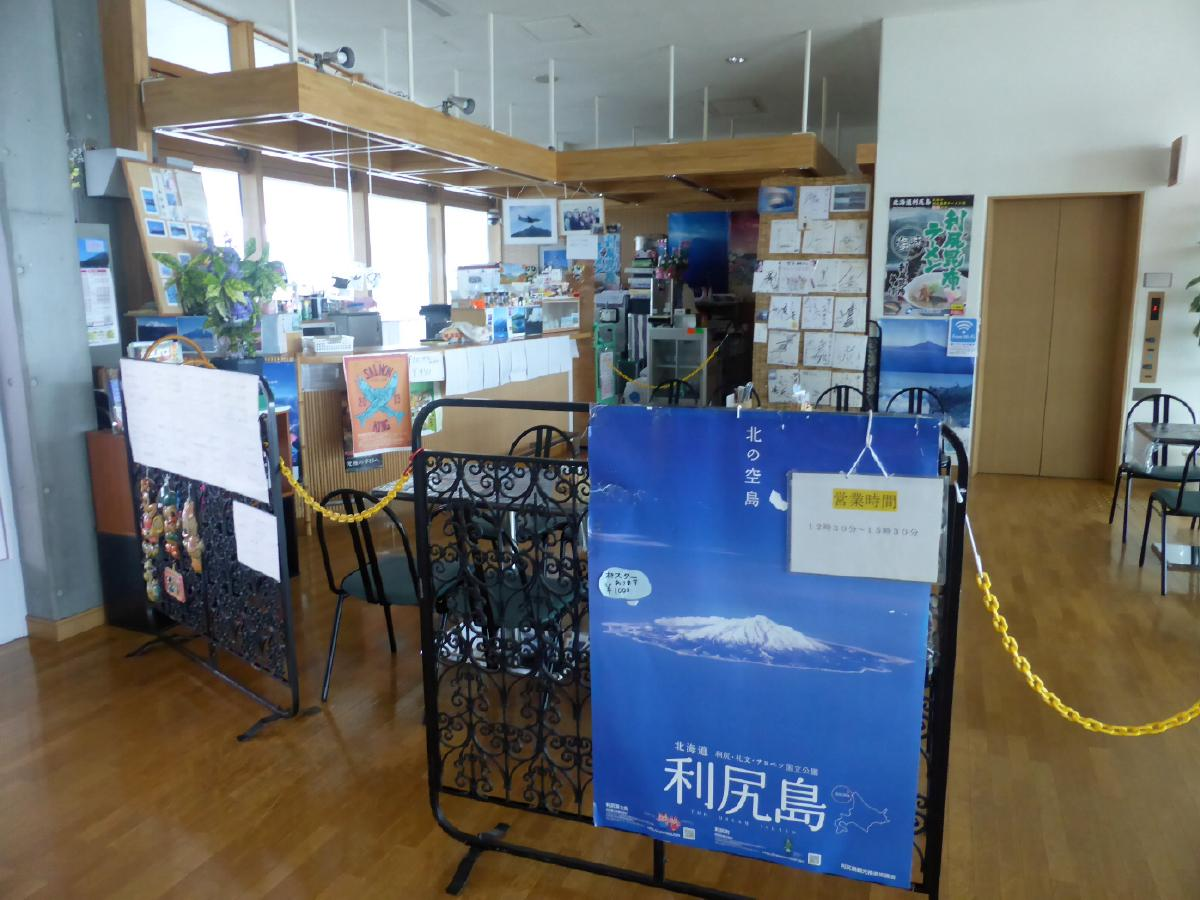
2F軽食店
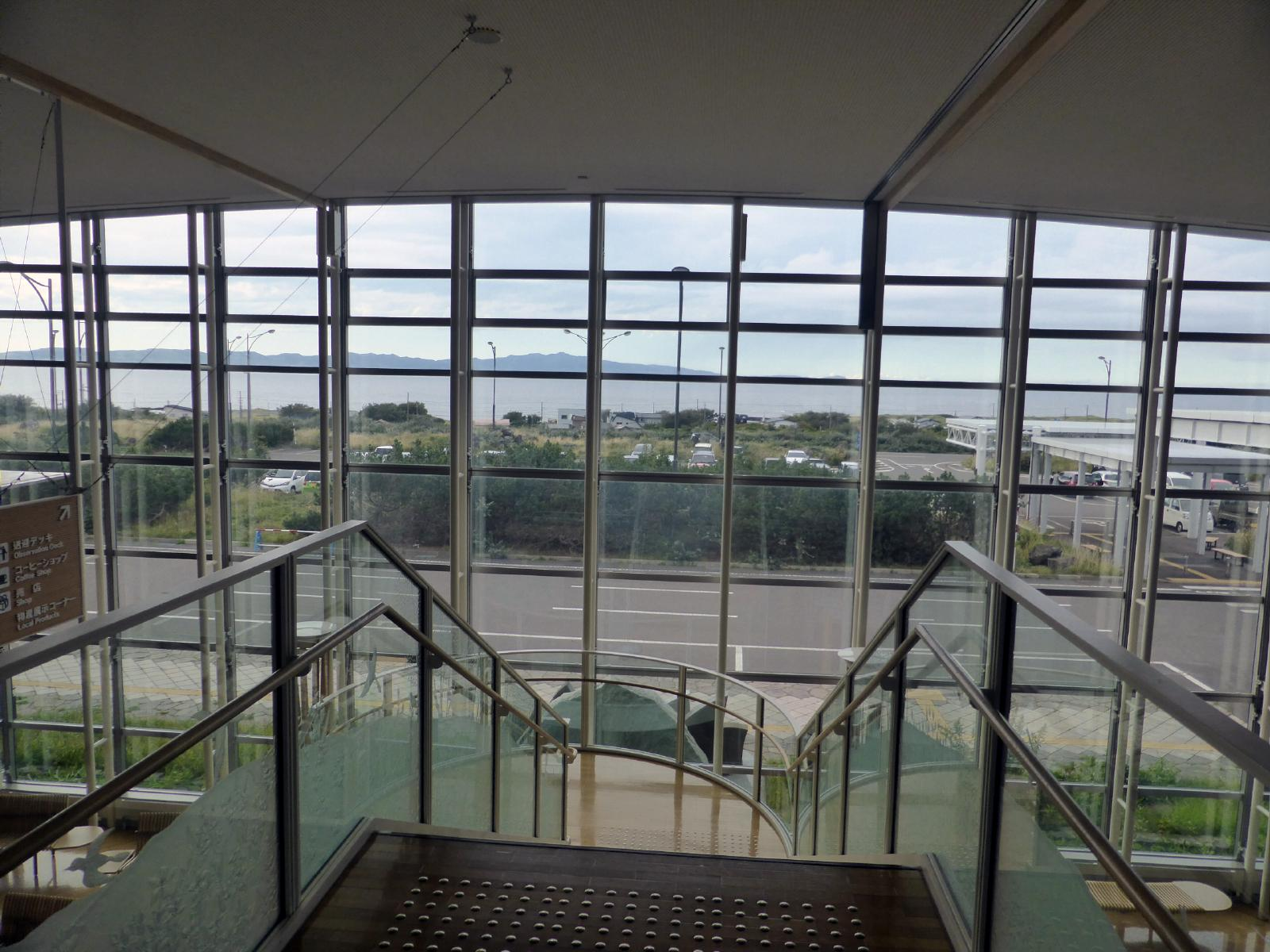
利尻空港駐車場と礼文島
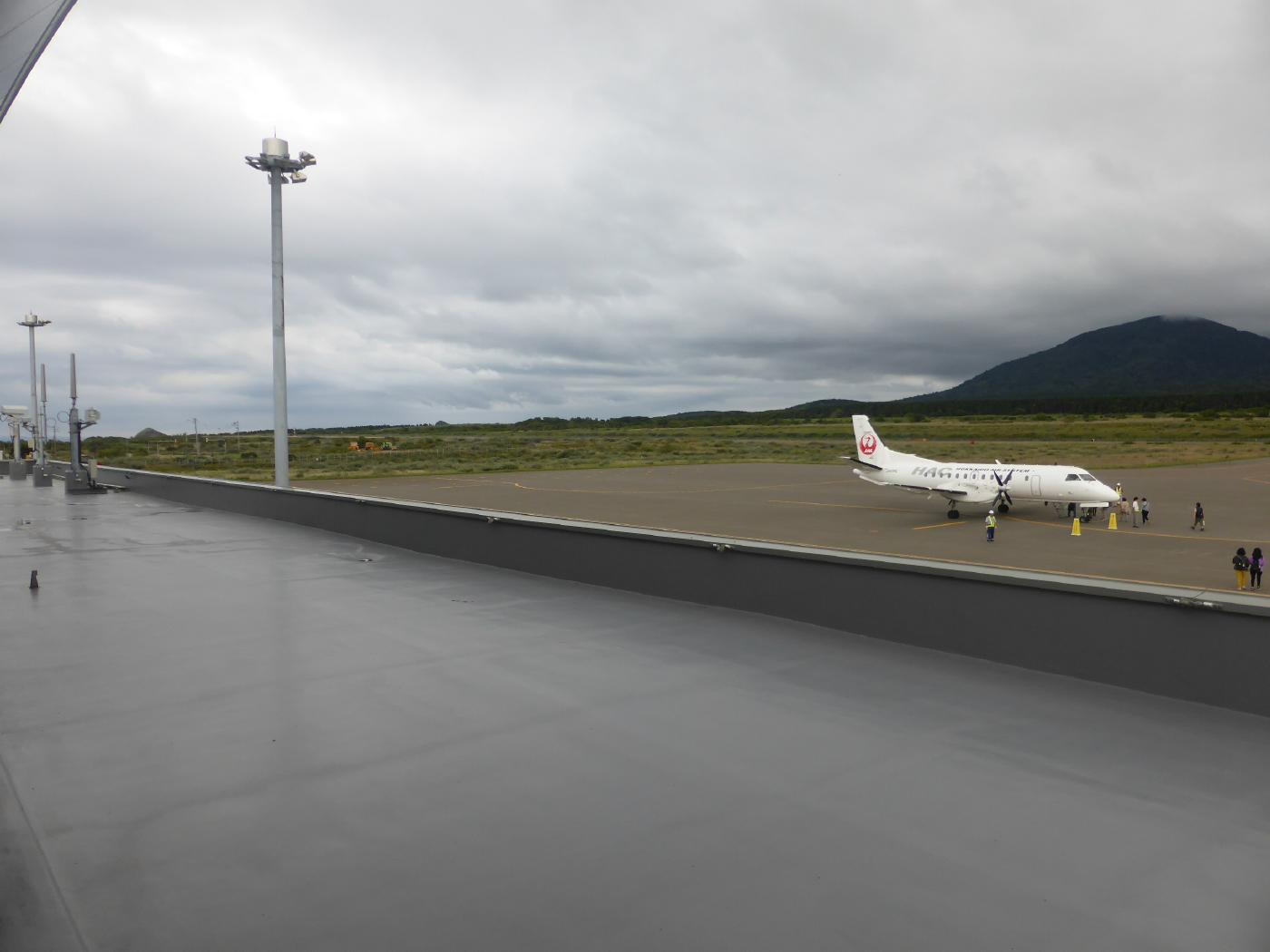
利尻空港展望台から望むペシ岬